# Welver
Welver ist eine Gemeinde in Nordrhein-Westfalen, Deutschland, und gehört zum Kreis Soest.

## Geografie

### Nachbargemeinden
Im Uhrzeigersinn von Norden grenzt Welver an Lippetal, Soest, Werl (Kreis Soest) und die kreisfreie Stadt Hamm.

### Gemeindebezirke
Die heutige Gemeinde wurde 1969 im Rahmen der kommunalen Neuordnung in Nordrhein-Westfalen durch Zusammenschluss von 21 Gemeinden gebildet. Sie umfasst 12 Bezirke:
- Balksen, Berwicke, Blumroth, Stocklarn
- Borgeln
- Dinker, Dorfwelver
- Ehningsen, Einecke, Eineckerholsen, Merklingsen, Schwefe
- Eilmsen, Vellinghausen
- Flerke
- Illingen
- Klotingen
- Nateln
- Recklingsen
- Scheidingen
- Welver (mit Kirchwelver und Meyerich)

## Geschichte

### Vor- und Frühgeschichte
Durch frühgeschichtliche Funde, die von interessierten Heimatfreunden und Landwirten in und um Welver in den vergangenen Jahrzehnten gemacht wurden, ist doch viel Licht in unsere Vorzeit gebracht worden. Ein Teil dieser Oberflächenfunde, die durch eine immer tiefere Bodenbearbeitung zutage treten, ist im Burghofmuseum in Soest und im Heimathaus Welver zu sehen. Diese Funde, die alle registriert und in Karten eingezeichnet werden, auch solche, die in Privatbesitz bleiben, ergeben zusammengefasst Einblick in die Besiedlung unserer Heimat, bevor die ersten Urkunden über die Menschen und deren Tun berichten. Die Bodenurkunden und deren Erhalt und Auswertung sind für die heutige und spätere Erforschung von großer Bedeutung.
Die Eisenzeit hat wie die Bronzezeit ihre Spuren hinterlassen, allerdings sind Funde aus diesem Zeitraum (Bronzezeit, 2000 v. Chr. bis 750 v. Chr.) selten, da Eisen- wie Bronzegegenstände im Boden sich oft nicht bis auf unsere Tage erhalten haben. Auch konnte Eisen wie Bronze neu verwertet werden. Besonders häufig sind Funde aus der Jungsteinzeit (5000 bis 2000 v. Chr.), auch ältere Funde sind registriert worden.
Eine besondere Bodenurkunde, die auf eine größere Siedlung hinweist, ist eine frühgeschichtliche Erdbefestigungsanlage im Kuhholz bei Kirchwelver. Sie wird von der Recklingser Straße an nördlicher Seite von West nach Ost durchschnitten. Im Volksmund trägt der Teich, der heute noch innerhalb der Anlage erhalten ist, den interessanten Namen „Walhalla“.
Diedrichs schreibt in seinen Aufsätzen über Vor- und Frühgeschichte in der Soester Zeitschrift, dass die Wallburg in Welver zu den Fundstellen gehört, die eine einwandfreie Zeitsetzung noch nicht gestattet. Dies bleibt wohl einer späteren Forschung vorbehalten.

### Herrensitz
Der Name „Welver“ taucht erstmals in einer Urkunde des Kölner Erzbischofs Philipp I. von Heinsberg auf, die mit Datum vom 12. April 1179 in Soest ausgestellt wurde. Der Inhalt der Urkunde bestätigt den Tausch zweier Bauernhöfe zwischen den Klöstern Oelinghausen und Oedingen, hat also mit Welver eigentlich nichts zu tun. Unter den Zeugen jedoch erschienen hier nach den Geistlichen die Edelherren Konrad von Rüdenberg, Eberhard von Ardey und Wikbold von Welver. Da diese Edelherren sich nach dem Ort ihrer Herkunft bezeichneten, konnte Welver somit im Jahr 1979 auf ein urkundlich nachweisbares 800-jähriges Bestehen zurückblicken.
Die Edelherren von Welver wohnten auf der „Welvereburg“, wie sie in verschiedenen Urkunden genannt wird. Sie lag im Bereich des heutigen „Klosterhofs“ und „Klostergartens“ und wurde vermutlich schon damals von einem der hier heute noch vorhandenen Gräften und Teiche schützend umgeben. Wikbold war offenbar der letzte männliche Vertreter des Edelherrengeschlechts von Welver, wie aus einer Urkunde des Klosters Cappenberg (undatiert, zwischen 1185 und 1203) zu schließen ist. Darin wurde Wikbold mit seiner Frau und seiner Tochter und weiteren Zeugen aufgeführt. Ein Sohn wäre sicherlich auch erwähnt worden. Wikbolds Tochter war vermutlich mit dem Soester Vogt Eberhard (1178–1210) verheiratet. So gelangte ihr Erbe mit der Welverburg und dem Patronat über die Kirche zu Welver an die Soester Vögte, deren letzter, Vogt Walther, 1240 den Grundstein zur Errichtung eines Zisterzienserinnen-Klosters legte, indem er und seine Gemahlin Sophia ihre Güter in Welver, Klotingen und Scheidingen an das Kloster Ramsdorf verkauften.

### Pfarrei
Wann und von wem die Kirche in Welver erbaut wurde, ist aus den Urkunden nicht zu ersehen. Doch setzen die ältesten Klosterurkunden aus den Jahren 1240 bis 1245 diese – wie auch die Pfarrei Welver – als bestehend voraus. Der Bauweise nach und dem Brauch damaliger Zeit folgend ist anzunehmen, dass die Herren von Welver sie im 12. Jahrhundert zunächst als Eigenkirche errichteten. Einen Hinweis darauf gibt das Patronatsrecht über die Kirche, das die Soester Vögte als Nachfolger der Herren von Welver innehatten. Zur Zeit des Klosters wurde die Kirche dann nach Bedarf umgebaut und vergrößert.
Der alte Pfarrverband Welver umfasste von jeher die fünf Ortschaften Recklingsen, Klotingen, Flerke, Meyerich und Welver. Historiker nehmen an, dass dieses Gebiet ursprünglich zur Stammpfarrei Dinker gehörte. Sie verweisen dabei u. a. auf den Umstand, dass bei der „Ulrichsprozession“ in Soest, zu der alljährlich auch die Vertreter der Börde-Kirchspiele eingeladen wurden, die Abgesandten Dinkers an der Spitze der „Butenlüde“, der Landgemeinden, mitgingen. Hinter Dinker folgte das Nachbarkirchspiel Welver, das sich so als eine Filiale von Dinker zu erkennen gab.
Weitere Hinweise auf das mögliche Alter der Kirche in Welver könnte ihr Doppel-Patrozinium geben. Die alte Kirche ist den Märtyrern „Albanus“ und „Cyriakus“ geweiht. Die Cyriakus-Verehrung verbreitete sich, nachdem Markgraf Gero im Jahre 950 Reliquien dieses Heiligen von Rom nach dem Kloster Frose bei Aschersleben übertragen hatte. Noch weiter zurück verweist der Hauptpatron der Kirche zu Welver, der Hl. Albanus. Er wurde zu der Zeit, als angelsächsische Missionare den christlichen Glauben nach Deutschland brachten, in England besonders verehrt.
Die „große Prozession am Pfingstmontag“, die über Jahrhunderte hinweg in Welver gehalten wurde, war ursprünglich eine „Albanustracht“, an der Wallfahrer aus der nahen und weiteren Umgebung in großer Zahl teilnahmen, so aus Soest, Scheidingen, Werl, besonders aber Dinker, Hultrop, Lippborg und den Lippedörfern bis Hovestadt, Liesborn und Wadersloh. Noch zu Beginn des 19. Jahrhunderts betrug die Zahl der „Waller“, wie Lehrer Honkamp berichtete, 2000 bis 3000.
Der seit uralter Zeit in Meyerich gelegene Pfarrhof gibt zu der Vermutung Anlass, dass schon vor der Errichtung einer Kirche in Welver eine solche hier gestanden haben könnte.
Der Kölner Erzbischof Heinrich von Virneburg bestimmte mit einer Verfügung von 1326, dass die Welverer Pfarrer in „Mederike“ – Meyerich – wohnen sollten, wo sie von „uralter“ Zeit her ihre Wohnung gehabt hätten.
Bei Betrachtung der hier aufgezählten Fakten könnte die kirchliche Entwicklung im Welverer Raum wie folgt vor sich gegangen sein:
Errichtung einer Holzkirche in Meyerich, die dem Schutz des Hl. Albanus anvertraut wird (8. Jahrhundert -?- / Vernichtung durch Zerstörung o. Brand o. Verfall -?-)
Die Herren von Welver errichteten eine Eigenkirche in der Nähe ihres Hofes, übernahmen das altehrwürdige Albanus-Patrozinium und unterstellten sie, der „Mode“ folgend, zusätzlich dem Schutz des Hl. Cyriakus. (10., 11. Jahrhundert ?)
Aus der Eigenkirche wurde eine Pfarrkirche, die weiterhin unter der Schutzherrschaft (Patronat) der Herren von Welver stand. (12. und 13. Jahrhundert)
Die Pfarrkirche wurde zur Klosterkirche umfunktioniert und entsprechend erweitert (1245–1254), die Pfarrei dem Kloster inkorporiert (1326).

### Kloster Welver

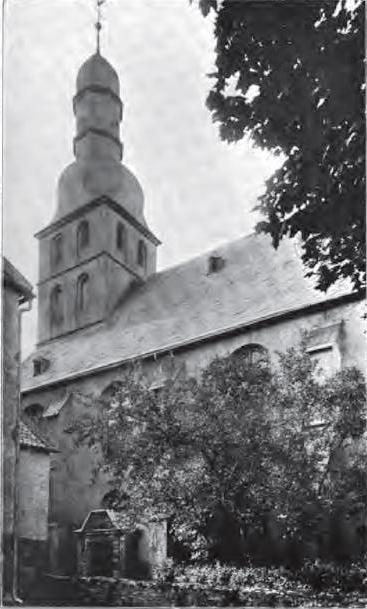
Barocke Klosterkirche (Zustand 1905)

Eine tiefgreifende und entscheidende Wende in der religiösen, kulturellen und wirtschaftlich-sozialen Entwicklung Welvers und seiner Umgebung brachte die Gründung eines Zisterzienserinnen-Klosters um das Jahr 1240 mit sich. Mit einer Urkunde aus dem Jahre 1242 bestätigte der Kölner Erzbischof Konrad von Hochstaden die Klostergründung und stellte die neue Ordensniederlassung unter den besonderen Schutz der Kirche.
Die Leitung und Verwaltung des Klosters lag in Händen der Äbtissin, die von den Nonnen auf Lebenszeit gewählt wurde. Sie führte die Aufsicht über das innere, religiöse Leben im Kloster, besorgte die zeitlichen und wirtschaftlichen Angelegenheiten und die Vertretung des Klosters nach außen. Ihr zur Seite standen die „Priorissa“, welche die Finanzen verwaltete, die „Kellnersche“, der Küche, Keller und Dienstpersonal anvertraut war, und die „Kemnersche“, die für das Inventar, die Haus- und Kirchenordnung sorgte.
Als erste Äbtissin in Welver wurde Helika, eine Schwester des Vogts Walther, genannt. Ihr folgten Acela und Aleydis, welche die Klostergebäude 1261–1267 erstmals in Stein errichten ließ. Bis heute sind aus Urkunden und Akten 29 Äbtissinnen namentlich bekannt geworden. Die baufreudigste unter ihnen war wohl Maria Elisabeth von Aldebruck, die um 1685 einen Teil der Klostergebäude neu bauen und 1697–1700 eine neue Klosterkirche, die heutige Pfarrkirche „St. Bernhard“, errichten ließ. Das schöne Klosterportal, später Eingang zum Pflegeheim „St. Georg“, erinnert mit Wappen, Inschrift und Jahreszahl (1687) an sie. Das Brauhaus des Klosters, in welchem später zunächst die katholische Schule untergebracht wurde, danach das Jungkolping-Heim eingerichtet war und welches heute das Heimathaus beherbergt, erbaute Catharina Gertrudis von Bischopinck. Wappen und Inschrift an diesem Gebäude sind heute stark verwittert: „CatarIna GertrVDIs a BbischopinCk, Abba regnante, FrIDerICo rege haeC teCta feCit“. Die Inschrift birgt in römischen Ziffern die Jahreszahl 1712. Auch eine kostbare Monstranz trägt den Namenszug der Äbtissin und die Jahreszahl 1722.
Seit Bestehen unterstand das Kloster der Oberaufsicht des Abtes von Altenkampen am Niederrhein. Ihm oblag die letzte Entscheidung in der Wahrung der geistlichen und weltlichen Interessen des Klosters. Seine Entscheidung musste bei Kauf und Verkauf, Stiftungen und Bauten, sowie Wahlen der Äbtissin und des Pfarrers eingeholt werden.
In den ersten zwei Jahrhunderten erwarb das Kloster durch Übereignung (Mitgift der Töchter der in der Umgebung wohnenden Adels, die im Kloster im Sinne der damaligen Zeit Aufnahme fanden), Stiftungen und Käufe großen Grundbesitz. Im Bördekataster von 1685 wurden insgesamt 51 Höfe aus der näheren Umgebung als Klostereigentum aufgeführt.
Etliche Urkunden, die teils im Staatsarchiv Münster und teils auch im Stadtarchiv Soest aufbewahrt werden, zeugen von dem fast sechs Jahrhunderte währenden Wirken der Zisterzienserinnen im Raum Welver.

### Reformation in Welver
Die große religiöse Reformbewegung des 16. Jahrhunderts nahm auch in der Börde ihren Lauf, nachdem die Stadt Soest sich 1531 zur Lehre Luthers bekannte. Durch Ankauf der benachbarten Freigrafschaften hatte Soest sich im 13./14. Jahrhundert die Börde untertan gemacht. So versuchte es nun auch in den Bördekirchspielen der neuen Lehre Tür und Tor zu öffnen.
In Welver blieben die Verhältnisse für lange Zeit recht verworren. Das Kloster blieb katholisch. Die Äbtissin Gertrud van Hoyte und ihre Nachfolgerin Margaretha von Fürstenberg suchten gemeinsam mit dem Klosterkonvent die ihnen anvertraute Kirchengemeinde vor den „Einflüssen der neuen Lehre“ zu bewahren. Es kam zu langwierigen und ermüdenden Korrespondenzen und Auseinandersetzungen zwischen dem Soester Magistrat und den Äbtissinnen. Nach vielem Hin und Her, das gegenseitige Aussperrungen, ja Vertreibungen nicht ausschloss, blieb das Verhältnis in Welver zunächst so, dass der Pfarrer katholisch und der jeweilige Vicekurat evangelisch war. Natürlich fehlte es bei dieser Lösung nicht an Reibereien und weiterem Streit. Im Dreißigjährigen Krieg griffen mal kaiserliche Truppen zugunsten des Klosters, mal auch Soldaten des Soester Rates ein.
Am 19. Dezember 1649 wurden Kirche, Pfarrhof und Küsterei in Welver nebst Kirchen- und Pfarrvermögen durch die kurbrandenburgischen Kommissare Droste-Neuhoff zu Altena und Eberhard Zahn, kurfürstl. Richter in Unna, in Gegenwart des Soester Magistrats endgültig der evangelischen Gemeinde hierselbst überwiesen und Albert Scheväus als lutherischer Pfarrer in die Kirche zu Welver eingeführt. Die Kirche wurde, wie schon von 1565 bis 1623, simultan genutzt: Auf dem Nonnenchor wurde der katholische Gottesdienst des Klosters abgehalten, und im unteren Raum der Kirche fand der Gottesdienst der evangelischen Pfarrgemeinde statt. Von 1697 bis 1700 errichtete das Kloster eine neue barocke Kirche (die heutige katholische Pfarrkirche) unmittelbar neben der alten Kirche, die seitdem ausschließlich von der evangelischen Gemeinde genutzt wird.

### Auflösung des Klosters
Die Auswirkungen der „großen Politik“ im Gefolge der französischen Revolution machten sich auch in der Soester Börde bemerkbar. Im Frieden von Lunéville (1801) wurde die Abtretung aller linksrheinischen Besitzungen deutscher Fürsten an Frankreich beschlossen. Die Betroffenen sollten „rechtsrheinisch“ entschädigt werden. Die dazu notwendigen Länder sollten gemäß Reichsdeputationshauptschluss (1803) in Regensburg durch die Enteignung des geistlichen Besitzes bereitgestellt werden. Im Jahre 1804 erschien eine Regierungskommission im Kloster Welver, um auch hier das Inventar aufzunehmen, Archiv und Kasse zu versiegeln und die Beschlagnahme auszusprechen. Nur durch den ausbrechenden Krieg verschoben sich die weiteren Maßnahmen.
Mit den Konventsdamen und der Äbtissin Maria Theresia von Loen machte sich auch der junge Klosterorganist und Lehrer Bernhard Heinrich Honkamp große Sorgen um die Zukunft des Klosters. Er dachte an seine Schule, die er mit viel Liebe und Idealismus eingerichtet hatte, die aber ohne die hilfsbereite Unterstützung und Förderung durch die Äbtissin und den Konvent nicht länger bestehen konnte.
Auf Anregung Honkamps errichtete der Klosterkonvent an seiner neuen Kirche in aller Form eine katholische Pfarrgemeinde, welche von der Kammer zu Hamm unter Zustimmung des damaligen Gouverneurs am 3. September 1807 genehmigt wurde. Zu dieser Pfarrgemeinde gehören seither die katholischen Einwohner von Welver, Meyerich, Flerke, Klotingen, Recklingsen, Einecke, Eineckerholsen, Ehningsen, Berwicke, Nateln, Dinker, Vellinghausen, Eilmsen und Dorfwelver.
Am 18. November 1809 wurde ausschließlich das Kloster Welver nach fast 570-jährigem Bestehen aufgehoben. Geblieben aber sind der Welverer Wald, größtes zusammenhängendes Waldgebiet der Börde, die alten Teich- und Gräftenanlagen, die Gebäude mit in Stein eingegrabenen Inschriften und dem Wappen der Äbtissin v. Aldebruch, die meisten der im Dorf noch bestehenden Fachwerkhäuser, in welchen die Bediensteten des Klosters wohnten, und die um 1700 erbaute Barockkirche.

### Bernhard Honkamp

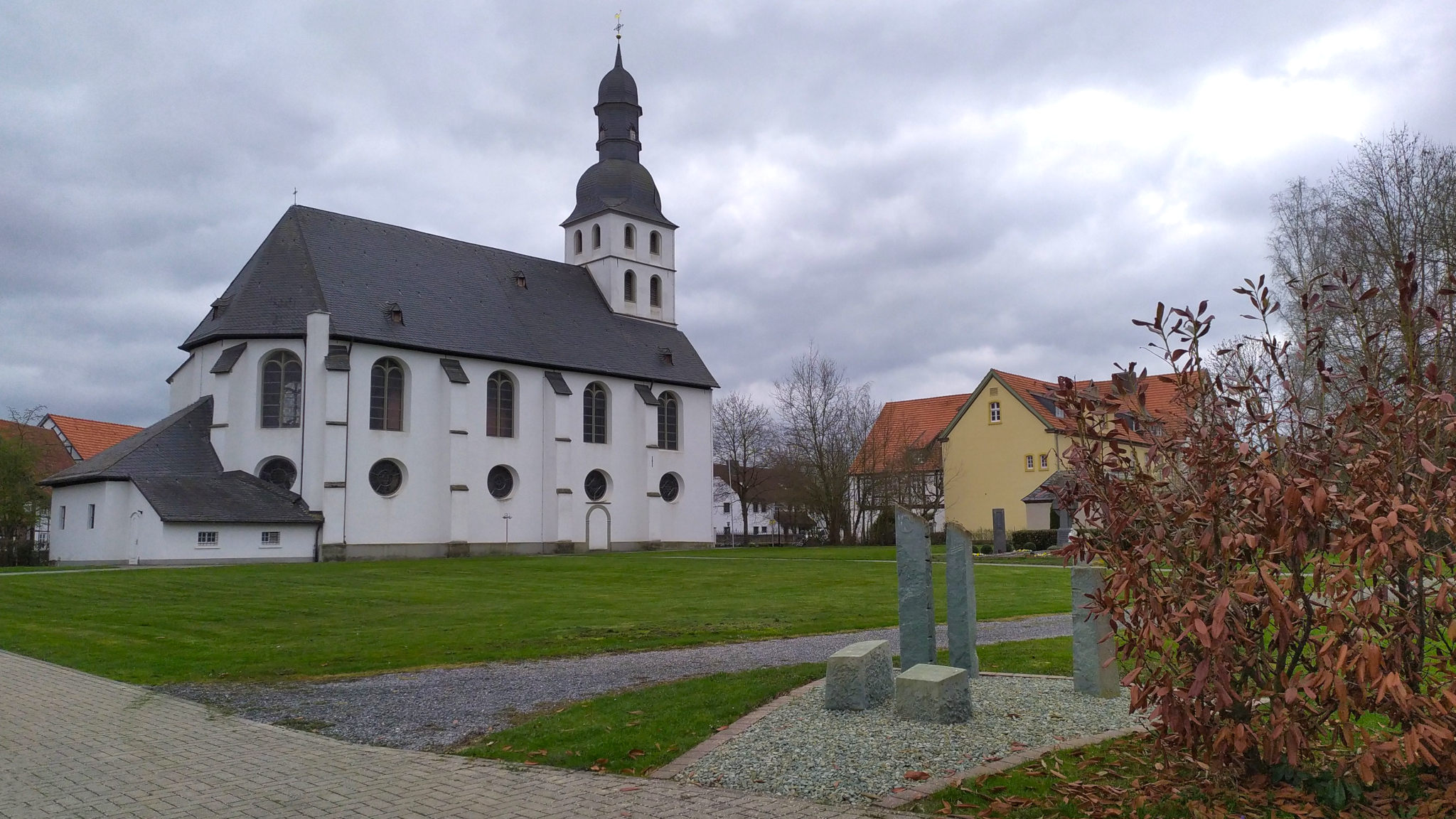
Grab von Bernhard Honkamp mit Kirche St. Bernhard

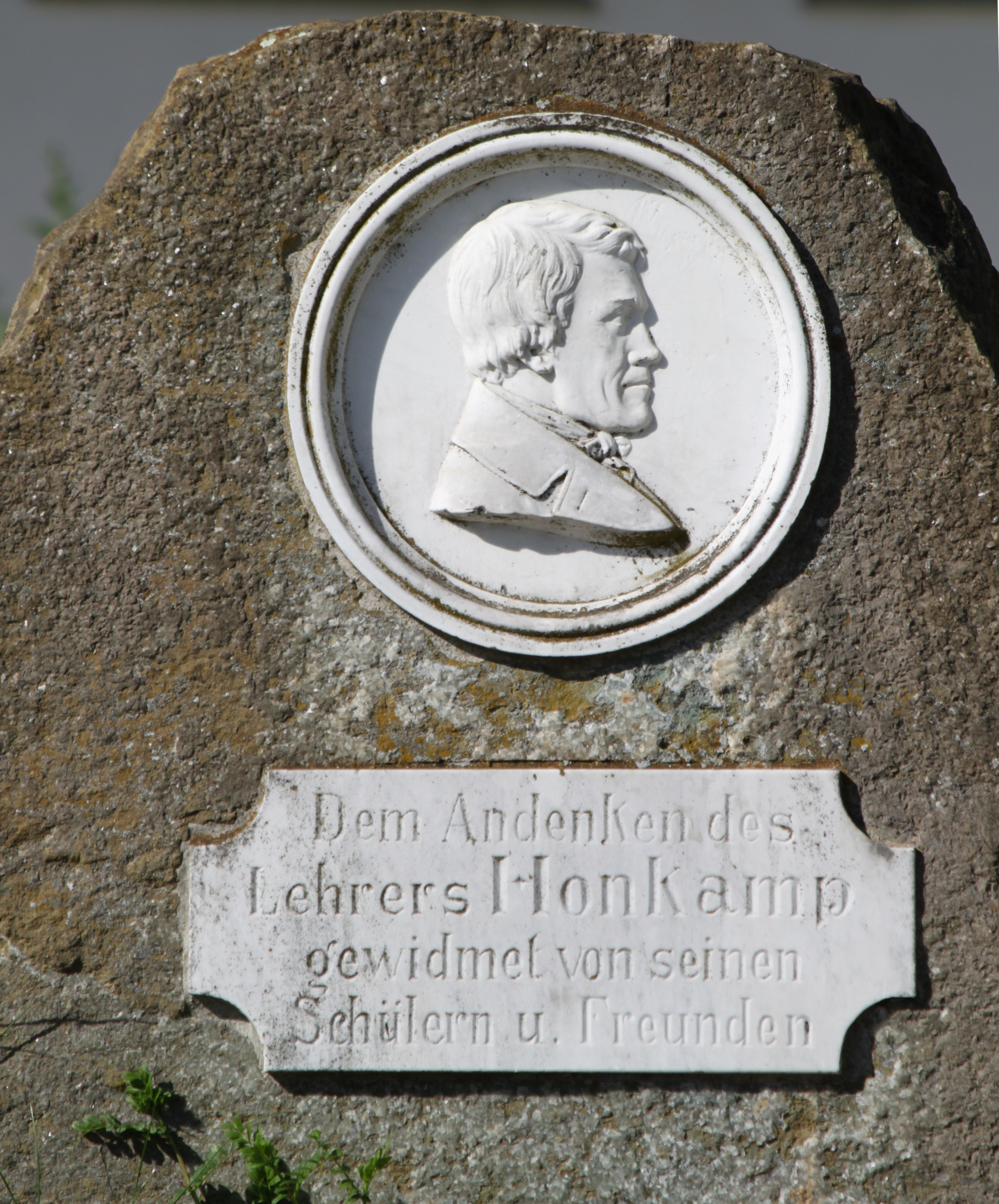
Detail des Honkamp-Denkmals vor der Grundschule

Das Honkamp-Denkmal erinnert an den wegen seiner Güte und Menschenfreundlichkeit allseits geachteten und beliebten Lehrer Bernhard Honkamp (1777–1859), der 1797 als Klosterorganist von Anröchte nach Welver kam und hier über 60 Jahre als Erzieher und Musikfreund segensreich wirkte. Insbesondere widmete er sich auch der Armenpflege, besuchte Kranke und Notleidende in Welver und Umgebung. Er zeichnete u. a. Krankenbefunde auf, die er den Ärzten in der Stadt zur weiteren Veranlassung zukommen ließ. Mit Hilfe seiner großen naturheilkundlichen Erfahrung konnte er selbst vielen Kranken Linderung und Besserung verschaffen. Wegen seiner Verdienste um die Allgemeinheit wurde ihm vom preußischen König das Allgemeine Ehrenzeichen und später der Rote Adlerorden 4. Klasse verliehen.
Im Jahre 1882 errichteten Honkamps Schüler und Freunde ihm auf Anregung Ehrenamtmanns Wilhelm Smiths ein Denkmal auf dem alten Schulhof. Heute hat es in veränderter Form seinen Platz vor der Bernhard-Honkamp-Grundschule in Welver gefunden.

### Schulen
Schon vor Honkamp bestand am Ort eine Schule, die von dem evangelischen Küster und Lehrer Heinrich Kötter seit etwa 40 Jahren geleitet wurde. Eine weitere wurde im Jahre 1861 für Meyerich und Flerke in Meyerich errichtet. 1892 folgte schließlich die Schule in Klotingen. Im Bereich des alten Pfarrverbandes Welver waren somit gegen Ende des 19. Jahrhunderts insgesamt vier Schulen vorhanden.

### Amtsverfassung
Am 15. August 1809 wurde durch die Großherzoglich-Bergische Regierung die Einführung einer Amtsverfassung verfügt. Damit wurden die Börde-Dörfer aus der Botmäßigkeit der Stadt Soest entlassen. Welver gehörte nun der Mairie Schwefe an, die Ehrenamtmann Arnold Smiths verwaltete. Smiths war erster bürgerlicher Besitzer auf „Haus Meyerich“, das schon sehr früh in mittelalterlichen Urkunden als „castrum“ (befestigter Burgsitz) erwähnt wurde. Als Erstbesitzer wurden die Herren von Mederyke genannt. In der weiteren Geschlechterfolge standen die Familien v. Hertfelde, gen. Glassem, Lappe, Plettenberg, Dinklage und Plettenberg-Schwarzenberg. Um 1450 wurde hier auf „Haus Meyerich“ der „berühmteste Sohn der Börde“, der spätere Deutschordensmeister von Livland, Wolter von Plettenberg, geboren. 1502 besiegte er in der Schlacht von Pleskau Zar Iwan III. Hierdurch rettete er für mehr als ein Menschenalter noch einmal die Selbstständigkeit des Ordens und konnte dem Land für viele Jahrzehnte den Frieden bewahren. Ein Abguss seines Standbildes am Ordensschloss zu Riga befindet sich im Burghofmuseum in Soest. Eine Büste dieses bedeutenden Ordensmeisters ließ Ludwig I. von Bayern in der Walhalla bei Regensburg aufstellen.
Mit der Geschichte des Amtes Schwefe ist der Name „Smiths“, der neuen Besitzer von „Haus Meyerich“, eng verbunden. Drei Mitglieder der Familie bestimmten nacheinander die kommunalen Geschicke des Amtes als „Ehrenamtmänner“ maßgebend mit. Der schon erwähnte Ehrenamtmann Arnold Smiths bekleidete dieses Amt von 1809 bis zu seinem Tode im Jahre 1837. Das war eine bedeutungsvolle Zeit, die mit der napoleonischen Besetzung, den Freiheitskriegen, der Säkularisation, den Stein’schen Reformen und der Entlassung der Bauern aus der Hörigkeit viele neue Anfänge setzte und große Aufgaben stellte.
Von 1844 bis 1854 war Albert Smiths, Sohn des Arnold Smiths, Ehrenamtmann und danach bis zu seinem Tode 1861 als erster Beigeordneter im Amtsbereich tätig.
Am 3. Oktober 1873 schließlich wurde in der Schule zu Eineckerholsen der Ökonom Wilhelm Smiths, Enkel des Arnold und Sohn des Albert Smiths, zum Ehrenamtmann des Amtes Schwefe gewählt und durch den Landrat in sein Amt eingeführt. Seine Dienstunkosten wurden auf 400 Thaler jährlich festgesetzt. Nach seinem Wahlspruch „Tue recht und scheue niemand“ verwaltete er sein Amt 49 Jahre lang. Obwohl teilweise gelähmt, setzte er sich rastlos für die ihm übertragene Aufgabe ein. Er war Hauptmann a. D. und von 1887 bis 1890 auch Reichstagsabgeordneter. Im Familienbesitz der Smiths befinden sich noch heute ein Schreiben Friedrichs des Großen mit seiner persönlichen Unterschrift, mit welchem er den Verkauf des adeligen Guts „Haus Meyerich“ an „Bürgerliche“ gestattete, und ein Schreiben des greisen Kaisers Wilhelm I., das er am Tage vor seinem Tode mit sehr zittriger Hand unterzeichnete und das von Bismarck gegengezeichnet wurde.

### Beliebtes Ausflugsziel
Um 1900 wurde das Gebiet um Welver mit seinen alten Waldungen – der Eichenmischwald reichte noch bis zur heutigen Erlenstraße – und mit den weiten Flur- und Auebereichen zu einem beliebten Naherholungs- und Ausflugsziel der Menschen des östlichen Ruhrgebiets. Viele Sonntagsausflügler, die mit der Eisenbahn aus den Richtungen Unna/Dortmund, Hamm und Soest herbeikamen, suchten in den Sommermonaten Erholung und Abwechslung in der heimischen Landschaft. In fidel geschmückten Kremserwagen fuhr man in geselliger Runde zu den Kaffeetafeln in den Gartenwirtschaften. Als man um 1900 bei Bohrungen nach Steinkohle im Raume Nateln auf eine 20 °C warme, 8-prozentige Solequelle stieß, die pro Minute etwa 400 Liter Sole lieferte, stellte sich die Frage, ob man nicht auch ein Solbad errichten sollte. Die Pläne zerschlugen sich endgültig 1906, da andere und ältere Rechte zu berücksichtigen waren.

### Vorläufer der heutigen Gemeinde
Die politische Gemeinde des Kirchdorfs nannte sich nun „Kirchwelver“, um sich deutlicher von „Bahnhof Welver“, dessen Gesamtbereich zu Meyerich gehörte, zu unterscheiden. Der Siedlungsbau nahm zu. Die Grenzen verwischten mehr und mehr, vor allem für die Neubürger. Nach jahrelangen Beratungen in den verantwortlichen Gemeindegremien gelang es schließlich, zu einer Einigung über die Zusammenlegung der Gemeinden Meyerich und Kirchwelver zu kommen. Das übergemeindliche öffentliche Interesse, kommunale und wirtschaftliche Erwägungen und die Entwirrung der Grenzverhältnisse forderten dazu heraus. Mit diesem Beschluss wurde nachvollzogen, was durch die Entwicklung längst vorweggenommen war. Die Allgemeinheit begrüßte die Zusammenlegung zu der neuen Gemeinde mit dem Namen „Welver“ einhellig. Die Fusion erfolgte mit Wirkung vom 1. April 1957.

### Bildung der heutigen Gemeinde
Am 1. Juli 1969 wurden die bisherigen Gemeinden Balksen, Berwicke, Blumroth, Borgeln, Dinker, Dorfwelver, Ehningsen, Eilmsen (im Jahr 1920 durch Ausgliederung aus Vellinghausen neu entstanden), Einecke, Eineckerholsen, Flerke, Illingen, Klotingen, Merklingsen, Nateln, Recklingsen, Scheidingen, Schwefe, Stocklarn und Vellinghausen mit Welver zur neuen Gemeinde Welver zusammengeschlossen.

### Einwohnerstatistik
| Jahr      | 2000   | 2004   | 2006   | 2012   | 2020   |
| --------- | ------ | ------ | ------ | ------ | ------ |
| Einwohner | 12.787 | 12.957 | 12.778 | 12.126 | 12.792 |

### Konfessionsstatistik
Die Anzahl der katholischen Gemeindemitglieder in Welver ist von 3739 im Jahr 2022 auf 3686 im Jahr 2023 gesunken. Ausgetreten sind 2023 46 Mitglieder.

## Politik

### Gemeinderat
Bei den Gemeinderatswahlen ab 2009 ergaben sich folgende Sitzverteilungen:
|      | CDU | SPD | Grüne | FDP | BG1 | Welver21 |
| ---- | --- | --- | ----- | --- | --- | -------- |
| 2020 | 10  | 07  | 4     | 2   | 4   | 3        |
| 2014 | 09  | 10  | 3     | 2   | 2   | –        |
| 2009 | 11  | 08  | 2     | 3   | –   | –        |

1BG: Bürgergemeinschaft
Ergebnisse der Kommunalwahlen seit 1975
In der Liste werden nur Parteien und Wählergemeinschaften aufgeführt, die bei der jeweiligen Wahl mindestens 1,95 % der Stimmen erhielten.
| Jahr | SPD    | CDU    | Grüne  | FDP    | BG     | Welver21 | UDW1   | BIW   |
| ---- | ------ | ------ | ------ | ------ | ------ | -------- | ------ | ----- |
| 1975 | 32,2 % | 51,3 % |        | 16,5 % |        |          |        |       |
| 1979 | 35,4 % | 45,0 % |        | 09,7 % |        |          |        | 9,9 % |
| 1984 | 44,7 % | 45,9 % |        | 09,4 % |        |          |        |       |
| 1989 | 53,6 % | 35,7 % |        | 10,7 % |        |          |        |       |
| 1994 | 33,2 % | 42,6 % |        | 09,4 % |        |          | 14,8 % |       |
| 1999 | 33,1 % | 45,6 % |        | 08,8 % | 12,6 % |          |        |       |
| 2004 | 30,2 % | 41,1 % |        | 09,1 % | 18,4 % |          |        |       |
| 2009 | 28,2 % | 40,3 % | 07,7 % | 11,3 % | 12,5 % |          |        |       |
| 2014 | 38,2 % | 34,5 % | 09,9 % | 09,2 % | 08,2 % |          |        |       |
| 2020 | 23,0 % | 33,4 % | 12,9 % | 08,2 % | 13,5 % | 9,0 %    |        |       |

1UDW: Unabhängige Demokraten Welver

### Bürgermeister
| - 1969 bis 1971 Otto Weiman - 1971 bis 1975 Georg Knierim - 1975 bis 1984 Erich Schlotmann - 1984 bis 1992 Klaus Theo Rohe - 1992 bis 1999 Wolfgang Daube | - 1999 bis 2004 Hans-Peter Luck - 2004 bis 2009 Wolfgang Hörster - 2009 bis 2014 Ingo Teimann - 2014 bis 2020 Uwe Schumacher - ab 2020 Camillo Garzen |

### Wappen, Siegel, Flagge und Logo
Der Gemeinde ist mit Urkunde des Regierungspräsidenten in Arnsberg vom 31. März 1970 das Recht zur Führung eines Wappens und eines Siegels verliehen worden. Sie führt in Rechtsnachfolge das am 7. November 1961 vom nordrhein-westfälischen Innenminister dem Amt Borgeln-Schwefe verliehene Wappen weiter. Der Gemeinde ist ferner mit Urkunde des Regierungspräsidenten in Arnsberg vom 7. Juli 2011 das Recht zur Führung einer Flagge verliehen worden. Seit 2011 führt die Gemeinde als Logo, mit dem sie öffentlich in Erscheinung tritt, eine Bild-/Wortmarke.

Wappen
Siegel
Flagge
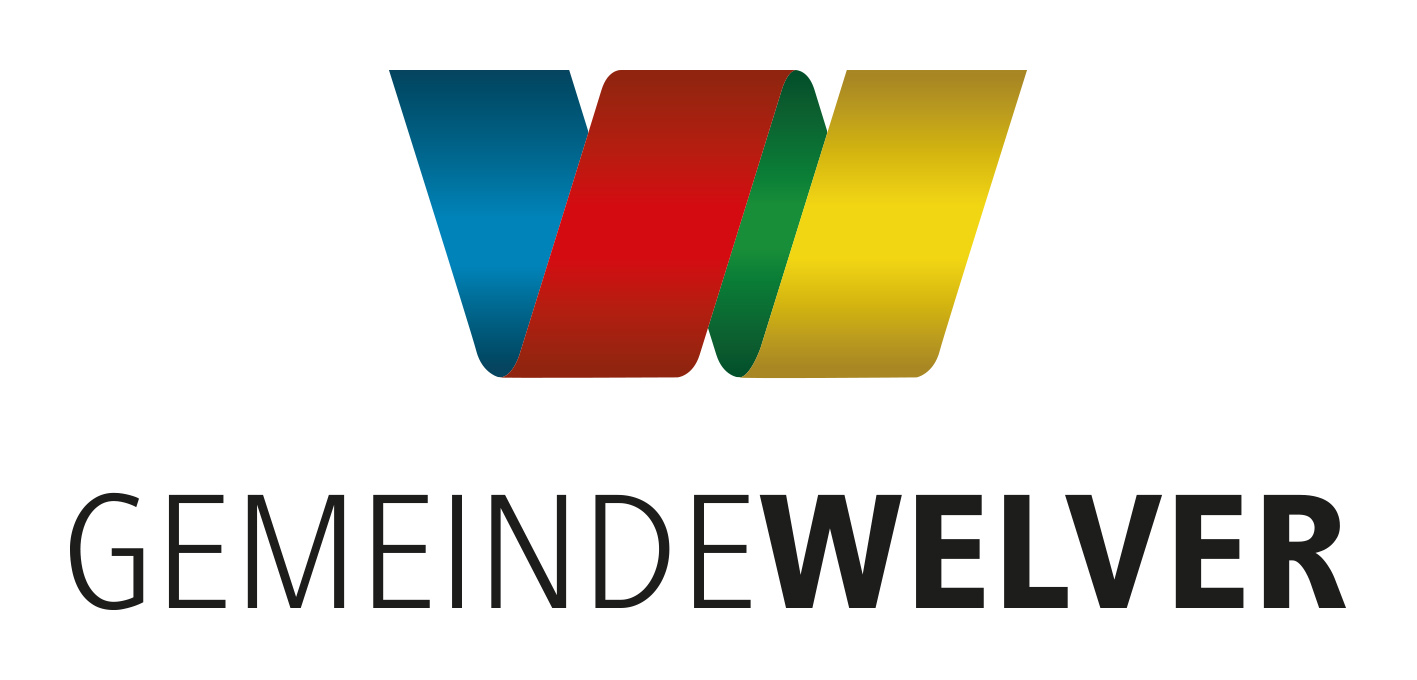
Logo (Bild-/Wortmarke)

Blasonierung des Wappens: „Von Rot und Gold (Gelb) gespalten; vorn ein steigender goldener (gelber) schwarzbezungter Rüde, hinten zwei gestürzte gekreuzte schwarze Schwerter, darüber schwebend ein schwarzer Adler.“
Das Wappen vereint Symbole der früheren  Herrschaftsfamilien. Der Rüde steht für das Adelsgeschlecht Rüdenberg („Redendes Wappen“), Adler und Schwerter entstammen dem Wappen der Vögte von Soest, die die Burg Welver besaßen.
Beschreibung des Siegels: „Die Gemeinde führt ein Dienstsiegel mit dem Gemeindewappen und der Beschriftung: ‚Gemeinde Welver, Kreis Soest‘.“
Beschreibung der Flagge: „Gelb und Rot längsgestreift im Verhältnis 1:1; die Liekseite zwanzigmal geteilt in Gelb und Rot; in der Mitte des Tuches das Wappen.“
Die Bild-/Wortmarke zeigt den Anfangsbuchstaben des Gemeindenamens in stilisierter Form.

### Gemeindepartnerschaft
Partnergemeinde Welvers ist Ketzin an der Havel in Brandenburg.

## Kultur und Sehenswürdigkeiten

### Heimathaus Welver
Im ehemaligen Back- und Brauhaus des Klosters in Kirchwelver wird eine der größten heimatgeschichtlichen Sammlungen der Region gezeigt. Auf über 400 m² sind mehrere tausend Objekte ausgestellt. Besonders zu erwähnen ist ein Diorama, das mit etwa 2500 Zinnsoldaten die Schlacht bei Vellinghausen nachstellt.

### Sonstige Sehenswürdigkeiten
Sehenswert sind auch die mittelalterlichen Kirchen in den Ortsteilen Borgeln, Schwefe und  Dinker sowie die Kapelle in Stocklarn.

### Sport
Durch die Großgemeinde Welver führt eine bis heute deutschlandweit einzigartige Marathonroute. Sie führt durch alle 21 Ortsteile.
Sportvereine
- SV Welver (Fußball)
- SuS Scheidingen 1928 e. V. (Fußball, Tischtennis)
- TV Flerke/Welver 1928 e. V. (Leichtathletik, Tanzen, Volleyball)
- TC Welver (Tennis)
- Judoclub Welver (Judo, Fitness, Reha, Volleyball)
- TuS Schwefe (Fußball)
- TV Borgeln (Fußball)
- SV Eilmsen (Fußball)
- RG Eichengrund Welver e. V. (Reiten)
- ASV Lange Peitsche Welver (Angeln)
- RV Welver (Reiten)
- Kyffhäuser Kameradschaft Welver (Schießsport)

### Karneval
Welver ist als Karnevalshochburg im mittleren Westfalen bekannt. Der Karnevalsumzug, der jedes Jahr zur Weiberfastnacht stattfindet, gehört zu den größten der Region.

## Verkehr

### Schienenverkehr
In Welver befinden sich mit den Haltepunkten Welver und Borgeln zwei Stationen der Bahnstrecke Hamm–Warburg.

### Straßenverkehr
In der Nähe von Welver führen die Autobahn A 2 (E 34, Oberhausen–Dortmund–Hannover–Berlin) sowie die Bundesstraßen 63 und 475 vorbei. Die A 2 wird über die L 667 erreicht (AS 18 Hamm bzw. AS 19 Hamm-Uentrop). Über die L 670 werden Soest und damit die B 1 und die A 44 (E 331, Dortmund–Kassel–[Erfurt]) erreicht.
Regelmäßigen (Regional-)Busverkehr gibt es nicht mehr.

## Persönlichkeiten

### Söhne und Töchter der Gemeinde
- Wolter von Plettenberg (≈1450–1535), Landmeister in Livland
- Wilhelm Smiths (1847–1925), Ehrenamtmann in Schwefe und Reichstagsabgeordneter
- Wilhelm Jünemann (1855–1938), katholischer Priester, Schriftsteller, Hellenist, Philologe, Literaturkritiker, Übersetzer und Autor der Jünemann-Bibel
- Dietrich Hahne (1892–1974), Arzt, Landwirt und Politiker (CDU)
- Rainer Dorwarth (1924–2015), Künstler
- Werner Lorant (1948–2025), Fußballspieler und -trainer
- Helmut Ranze (* 1948), internationaler Box-Sportfunktionär und ehemaliger Box-Bundestrainer
- Udo Hebisch (* 1954), Mathematiker und Hochschullehrer
- Wolfgang Hellmich (* 1958), Politiker (SPD), seit 2012 Mitglied des Deutschen Bundestages
- Ulla Holthoff (* 1958), Sportjournalistin

### Personen mit Bezug zur Gemeinde
- Wilhelm Twittenhoff (1904–1969), Musikwissenschaftler und Musikpädagoge; arbeitete nach dem Krieg als Musikschullehrer in Welver
- Josef Kaczor (* 1953), Fußballspieler; lebt in Welver
- Federico Schiaffino (* 1953), italienischer Künstler; lebt und arbeitet in Welver
- Adolf T. Schneider (* 1961), deutsch-amerikanischer Unternehmer und Heimatforscher; besuchte die Grundschule in Welver
- Christian Schulze (* 1970), Altphilologe, Biologe und Medizinhistoriker; besuchte die Grundschule in Welver
- Fabian Griewel (* 1997), Politiker (FDP); MdB; in Welver aufgewachsen